# Byl jsem mladistvým intelektuálem
Byl jsem mladistvým intelektuálem (známé též pod anglickým názvem I Was a Teenage Intellectual) je krátkometrážní komedie z počátku roku 1999, která paroduje nízkorozpočtové horory; tradiční monstra zde zastupují intelektuálové, zuřiví, fanatičtí, zákeřní a tolik vzdálení běžnému člověku, závislém na standardizovaných produktech masové kultury, prostých jakéhokoliv hlubšího intelektuálního poselství. Sedmnáctiminutový snímek autorů Štěpána Kopřivy a Marka Dobeše (oba jej i koprodukovali a zajistili mu distribuci) je nejen instruktáží, ale hlavně poctou béčkovým hororům padesátých let – odtud též název parafrázující díla jako I Was a Teenage Werewolf.

## Hrají
- Vladimír Škultéty jako Pavel
- Soňa Tomečková jako Eva
- Robert Jašków jako šéfintelektuál
- Ondřej Tuček, Milan Loucký, Pavel Kopecký, Jakub Procházka, Jolana Ježková jako intelektuálové
- František Fuka jako knihkupec
- Jan Hrušínský jako číšník
- Michal David jako Michal David
- Vladimír Brabec jako vypravěč
- a další

## Citáty
| „          | Mladí lidé jsou od malička varováni před alkoholem, sexem a drogami, ale nikdo je nevaruje před hrozbou intelektualismu. | “ |
| — M. Dobeš | |   |

| „          | Přivíráme oči před skutky lidí ukrývajících tváře za skly lenonek, lidí postávajících před školou a nabízejících dětem sotva odrostlým kačeru Donaldovi ohmatané sešitky Heideggera, Nietzscheho či dokonce Immanuela Kanta. Lidí, kteří jsou tím největším nebezpečím naší společnosti. Je na čase strhnout si klapky z očí! | “ |
| — M. Dobeš | |   |

## Výroba
Prvá klapka klapla 5. září 1998 na Smíchově; natáčení trvalo 15 dnů.